# تشارلز فيرت ويلي
تشارلز فيرت ويلي (بالإنجليزية: Charles V. Willie)‏ هو عالم اجتماع أمريكي، ولد في 8 أكتوبر 1927.